# 侯友宜市府
侯友宜市府，是指第三屆（2018年12月25日－2022年12月25日）、第四屆（2022年12月25日－）新北市市長侯友宜在宣誓就職之後所組成的新北市政府內閣行政團隊。

## 市府內閣
| 首長職稱 | 姓名   | 月薪 | 特支費            | 經歷 |
| -------- | ------ | --- | ----------------- | --- |
| 市長     | 侯友宜 | 新臺幣17.9萬元                                                                                             | 新臺幣15萬元      | 桃園縣政府警察局局長、內政部警政署刑事警察局局長、內政部警政署署長、中央警察大學校長、新北市副市長、中國國民黨提名第十六任總統候選人 |
| 副市長   | 朱惕之 | 新臺幣16萬元                                                                                               | 新臺幣5.9至10萬元 | 桃園縣政府工務局局長、桃園縣政府副秘書長、新北市政府工務局局長                                                                       |
| 副市長   | 劉和然 | 新臺幣16萬元                                                                                               | 新臺幣5.9至10萬元 | 臺北縣政府教育局局長、新北市政府環境保護局局長、新北市政府副秘書長                                                                   |
| 副市長   | 陳純敬 | 新臺幣16萬元                                                                                               | 新臺幣5.9至10萬元 | 回任 |
| 秘書長   | 邱敬斌 | |                   | 新北市政府副秘書長、新北市政府城鄉發展局局長                                                                                         |
| 副秘書長 | 龔雅雯 | |                   | 教育部專門委員、新北市政府教育局局長、文化局局長                                                                                     |
| 副秘書長 | 柯慶忠 | 新北市政府民政局主任秘書、新北市中和區區長、新北市政府民政局局長                                           |                   | |
| 副秘書長 | 張其強 | 新北市政府觀光旅遊局局長、新北市政府新聞局局長、臺北市政府發言人、桃園縣政府觀光行銷局局長、華視新聞部記者 |                   | |

### 一級機關首長
| 首長職稱               | 姓名   | 背景                             | 經歷 |
| ---------------------- | ------ | -------------------------------- | --- |
| 秘書處處長             | 祝惠美 |                                  | 新北市政府工務局副局長、新北市政府工務局局長                                                                                             |
| 人事處處長             | 林正壹 | 中央派任                         | 國軍退除役官兵輔導委員會人事處處長 |
| 主計處處長             | 吳建國 | 中央派任                         | 文化部會計處處長、衛福部會計處處長 |
| 政風處處長             | 尹維治 | 中央派任                         | 國軍退除役官兵輔導委員會政風處處長 |
| 財政局局長             | 陳榮貴 |                                  | 金管會主計室主任、經濟部會計處副處長、審計部參事                                                                                         |
| 地政局局長             | 汪禮國 |                                  | 新北市政府地政局副局長 |
| 民政局局長             | 林耀長 |                                  | 台北縣新莊市副市長、板橋區長、林口區長、樹林區長、新莊區長、新北市政府捷運工程局副局長                                                   |
| 法制局局長             | 蔡庭榕 |                                  | 中央警察大學國境警察學系教授兼警政管理學院院長                                                                                           |
| 觀光旅遊局局長         | 楊宗珉 |                                  | 新北市政府水利局副局長 |
| 新聞局局長             | 李利貞 |                                  | 前中天新聞記者、東森新聞台記者 |
| 工務局局長             | 馮兆麟 |                                  | 新北市政府工務局副局長、新北市政府養護工程處處長                                                                                         |
| 水利局局長             | 宋德仁 |                                  | 新北市政府水利局局長、新北市政府水利局副局長、簡任技正                                                                                   |
| 衛生局局長             | 陳潤秋 | 臺北市立聯合醫院總院長璩大成之妻 | 衛福部國健署副署長 |
| 經濟發展局長           | 盛筱蓉 |                                  | 新北市政府經濟發展局副局長、新北市政府市場處處長                                                                                         |
| 環境保護局局長         | 程大維 |                                  | 新北市政府環境保護局副局長、主任秘書 |
| 捷運工程局局長         | 李政安 |                                  | 新北市政府捷運工程局副局長 |
| 教育局局長             | 張明文 |                                  | 桃園縣政府教育局局長、教育部中等教育司司長                                                                                               |
| 交通局局長             | 鍾鳴時 |                                  | 嘉義縣公車處副處長、處長、嘉義縣政府觀光旅遊局局長、嘉義縣政府綜合規劃處處長、新北市政府交通局副局長                                     |
| 農業局局長             | 諶錫輝 |                                  | 新北市政府環農業局副局長、中和區長 |
| 社會局局長             | 李美珍 |                                  | 臺北縣政府社會局副局長 |
| 勞工局局長             | 陳瑞嘉 |                                  | 新北市政府勞工局局長、勞動部勞動力發展署中彰投分署分署長                                                                                 |
| 消防局局長             | 陳崇岳 |                                  | 新北市政府消防局副局長、臺北縣政府消防局副局長、臺北縣政府消防局主任秘書                                                                 |
| 警察局局長             | 方仰寧 | 中央派任                         | 台灣警察專科學校校長、台北市政府警察局副局長、屏東縣政府警察局局長                                                                       |
| 文化局局長             | 張䕒育 |                                  | 教育部青年發展署公共參與組組長、綜合規劃暨生涯輔導組組長；教育部技職教育司專門委員、高等教育司科長                                       |
| 城鄉發展局局長         | 黃國峰 |                                  | 新北市政府地政局副局長、主任秘書、新北市政府城鄉發展局副局長                                                                             |
| 研究發展考核委員會主委 | 林豐裕 |                                  | 新北市政府研究發展考核委員會主委、內政部警政署刑事警察局科技犯罪防制中心主任                                                             |
| 原住民族行政局局長     | 林瑋茜 |                                  | 泰雅族新聞主播、華視新聞雜誌主持人 |
| 客家事務局局長         | 劉冠吟 |                                  | 遠見天下文化未來親子品牌長、華山文創品牌長                                                                                               |
| 青年局局長             | 邱兆梅 |                                  | Woo-manpower女力學院導師 歷久網路媒體共同創辦人、總監，TEDxTaipei專案經理，Frost & Sullivan London, UK 研究分析師， 臺灣奧美公關資深專員 |
| 體育局局長             | 洪玉玲 |                                  | 新北市政府體育處處長、新北市政府體育局代理局長                                                                                           |

## 市府內閣異動
| 市府局處首長變動   | 市府局處首長變動 | 市府局處首長變動 | 市府局處首長變動 | 市府局處首長變動   | 市府局處首長變動                       |
| 頭銜               | 姓名             | 就任日期         | 離任日期         | 繼任               | 備註                                   |
| ------------------ | ---------------- | ---------------- | ---------------- | ------------------ | -------------------------------------- |
| 工務局局長         | 朱惕之           | 2018年12月25日   | 2019年12月25日   | 詹榮鋒             | 升任副秘書長                           |
| 文化局局長         | 蔡佳芬           | 2018年12月25日   | 2019年12月25日   | 龔雅雯             | 調任市府顧問                           |
| 環境保護局局長     | 劉和然           | 2012年2月26日    | 2019年12月25日   | 程大維             | 升任副秘書長                           |
| 法制局局長         | 黃怡騰           | 2014年12月25日   | 2021年3月16日    | 吳宗憲             |                                        |
| 觀光旅遊局局長     | 張其強           | 2018年12月25日   | 2021年4月9日     | 張愛晶             | 升任副秘書長                           |
| 新聞局局長         | 蔣志薇           | 2018年12月25日   | 2021年8月11日    | 張愛晶             | 轉任觀光旅遊局局長                     |
| 觀光旅遊局局長     | 張愛晶           | 2021年4月9日     | 2021年8月11日    | 蔣志薇             | 轉任新聞局局長                         |
| 觀光旅遊局局長     | 蔣志薇           | 2021年8月11日    | 2022年1月26日    | 楊宗珉             | 轉任市府顧問兼新北市文化基金會副董事長 |
| 城鄉發展局局長     | 黃一平           | 2018年12月25日   | 2022年8月24日    | 黃國峰             |                                        |
| 財政局局長         | 李泰興           | 2018年12月25日   | 2022年12月25日   | 陳榮貴             | 轉任台北市政府秘書長                   |
| 工務局局長         | 詹榮鋒           | 2019年12月25日   | 2022年12月25日   | 祝惠美             | 轉任桃園市政府秘書長                   |
| 地政局局長         | 康秋桂           | 2012年2月21日    | 2022年12月25日   | 汪禮國             | 屆齡退休                               |
| 原住民族行政局局長 | 羅美菁           | 2018年12月25日   | 2022年12月25日   | 林瑋茜(Siku Yaway) |                                        |
| 文化局局長         | 龚雅雯           | 2019年12月25日   | 2023年4月17日    | 张䕒育             | 升任副秘書長                           |
| 青年局局長         | 錢念群           | 2022年1月1日     | 2023年4月1日     | 邱兆梅             |                                        |
| 社會局局長         | 張錦麗           | 2015年7月31日    | 2023年8月14日    | 李美珍             |                                        |
| 民政局局長         | 柯慶忠           | 2018年12月25日   | 2023年9月4日     | 林耀長             | 升任副秘書長                           |
| 法制局局長         | 吳宗憲           | 2020年3月25日    | 2024年1月31日    | 蔡庭榕             | 轉任立法委員                           |
| 農業局局長         | 李玟             | 2018年12月25日   | 2024年6月24日    | 諶錫輝             | 轉任外交部參事                         |
| 消防局局長         | 李清安           | 2023年2月26日    | 2024年6月24日    | 陳崇岳             | 轉任參事兼代理局長（代理至2024/7/31）  |
| 經濟發展局局長     | 何怡明           | 2018年12月25日   | 2024年6月24日    | 盛筱蓉             | 調任參事兼代理局長（代理至2024/8/31）  |
| 新聞局局長         | 張愛晶           | 2021年8月11日    | 2024年8月15日    | 李利貞             |                                        |
| 工務局局長         | 祝惠美           | 2022年12月25日   | 2024年9月1日     | 馮兆麟             |                                        |
| 客家事務局局長     | 林素琴           | 2018年12月25日   | 2025年2月7日     | 劉冠吟             |                                        |
| 秘書處處長         | 饒慶鈺           | 2018年12月25日   | 2025年4月24日    | 祝惠美             |                                        |

## 政策立場

### 勞動政策
- 侯友宜於2018年8月1日透過行動政見發表勞動政策[2]。
- 加強勞動檢查：加強勞動檢查，推動勞資政多方對話，政府必須扮演主導角色，促進勞資溝通。
- 推動零工經濟協助方案：提供就業市場與產業現況、勞動法令等相關資訊，開設免費訓練專班，受訓期間補貼交通與食宿，為非典型工作朋友創造更好的就業環境。
- 擴大勞工參與式預算：邀請青年勞工以公民審議方式討論部分預算之執行方式，共同決定如何使用並提供施政方向。

### 年金改革
- 侯友宜認為執政黨推動之年金改革係屬鬥爭，造成階級對立、世代衝突並讓人民均貧，從而反對執政黨所推動之年金改革[3]。
- 在年金改革議題上，2018年4月，侯友宜曾說：「政府算計警消退休金時，想想殉職消防弟兄處境。」[4]

### 社福政策
- 侯友宜認為未來除了要設立更多公托中心，也想利用閒置教室，以及公益回饋空間，或是活動中心市場，把質量都帶出來，更強調應該要跟數位結合，讓托育的方式更加智慧，也要讓偏鄉地區試辦小型公托，挹注托育資源[5]。
- 在企業自辦托育方面，侯認為目前補助企業新設兩百萬元的誘因不夠，他主張上修補助到四百萬元。另外侯也主張政府提供獎勵誘因，鼓勵公寓大廈釋出空間，好強化「社區化托育普及化」[6]。
- 侯友宜談幸福保衛站是他在副市長任內最有感的政策。透過4大超商提供需要幫助的孩子，也找出更多高風險家庭弱勢學童，成為社會關懷的一種新型態[7]。

### 能源政策
- 侯友宜主張「沒有核安就沒有核電」、「沒有能力處理核廢料就不要想用核電」[8]。

- 2016年侯友宜曾表示：「台電在核電議題上多次說謊、跳票」侯友宜要求核一、核二廠準時除役。[9]

- 關於蘭嶼低階核廢料，侯友宜說：「絕不容許運回新北。」[10]

- 2016年參訪核四時，侯友宜說：「新北市政府堅持核安滴水不漏的立場。」[11]並於2013年要求台電重新探測核四附近是否有盲斷層存在。[12]

- 2016年8月，侯友宜說：「大台北地區935萬人口，禁不起核子事故發生的風險，連千分之一都不能。核電已經是國家安全的挑戰......」也強調「救不如防，禁不起核子事故」並反問：「既然無法處理核廢料，需不需要考慮提前除役？」[13]

- 2018年4月，關於深澳電廠，侯友宜特地搭船出海，看看東北角深澳岬角，重申：「當選後不支持深澳電廠、不發生煤許可！」[14]並表示火力發電廠已經不是全世界的潮流，且空氣汙染對民眾健康傷害更大。[15]明確表態反對燃煤電廠並承諾如果當選新北市市長，一定會禁止核發生煤許可。[16]

- 關於同樣在新北的林口電廠，第三號將要試運轉，侯友宜的態度是第三座試運轉如果沒有符合標準就不發生煤許可證[17]。
- 對於前總統馬英九拋出重啟核四可以解決深澳電廠電力供應問題，侯友宜在之後拜會馬英九，還表示馬英九十分掛念能源政策，會面時像馬教授一樣，講一個小時的能源政策，提供他思考方向[18]。

- 對於是否支持馬英九前總統提出的「以核養綠」及「以核養綠」公投，侯友宜說：「如果沒能力處理核廢料，怎麼談核電呢？沒有核安，也不能談核電。」並且與朱立倫一起堅持不連署「以核養綠」公投[19][20][21]。

- 侯友宜說：「若蓋好一個深澳燃煤電廠，在2025年時，備用容量標準值15%裡只少了0.1%，有必要蓋燃煤電廠備用容量的0.1%嗎？」[22]

### 選舉策略
侯友宜為了2018年新北市長選舉，擬成立「新血連線」，藉此串聯其他6都藍營候選人，選戰議題主打空汙、食安等民生議題，目的是為了拉抬國民黨在這次選戰的選情。
國民黨新北市長參選人侯友宜2018年9月4日首度南下到台中市，與國民黨台中市長參選人盧秀燕包場看災難電影《全面霾伏》象徵拒絕空氣汙染，要有「好日子」過。
侯友宜指出，電力生產不是用加法想，應用減法思維，蓋發電廠的經費可用來協助高耗能、低產能的工業產業轉型，甚至開發智能發電、磁能發電等動力發電。

### 政策批評
針對侯友宜的能源政策，許多與新北市有深厚淵源的人例如：賴清德等人都要求侯友宜明確表態：是不是主張以核養綠？核一、核二延役？核四廠是不是要啟動運轉？游錫堃則批評侯友宜選舉時才開始關心環保。

## 任內事件
- 恩恩事件
- 新北幼兒園餵藥案
- 新北市國中殺人案